# Космос-1551
Космос-1551 је један од преко 2400 совјетских вјештачких сателита лансираних у оквиру програма Космос.
Космос-1551 је лансиран са космодрома Плесецк, СССР, 11. маја 1984. Ракета-носач Сојуз је поставила сателит у орбиту око планете Земље. Маса сателита при лансирању је износила 6300 килограма. Космос-1551 је био војни сателит.